# Laurent François Legendre
Pour les articles homonymes, voir Legendre.
Laurent François Legendre, né le 26 avril 1741 et mort le 30 juin 1802, est un homme politique français.

## Biographie
Il naît le 26 avril 1741 à Petit-Gorréquer en Lannilis, dans le Finistère, de Guillaume Legendre et Marie Latrian. 
Reçu avocat au Parlement, il se fixe à Brest et est élu le 8 avril 1789 avec Ildut Moyot député du Tiers état aux États généraux par 68 voix sur 117 votants. Il siège silencieusement dans la majorité réformiste. Pour se conforter aux vœux de ses commettants, il est le principal rédacteur du Bulletin de correspondance de la députation du Tiers état de la sénéchaussée de Brest qui paraît trois fois par semaine pendant toute la durée de l'Assemblée constituante. Il n'intervient guère d'une manière remarquée que dans la discussion autour du chef-lieu du département du Finistère, demandant à ce qu'il soit fixé à Landerneau au lieu de Quimper. L'état de sa santé « altérée par de longs travaux » ne lui permet pas de poursuivre la rédaction du bulletin au-delà du mois d'avril 1790. 
Il fait partie du Comité de la marine et des colonies, est élu en octobre membre du tribunal de Brest et le 16 mars 1791 juge au tribunal de cassation pour le département du Finistère. Il ne fait pas partie d'autres assemblées.
Il meurt le 30 juin 1802 à Lambézellec.

## Sources
« Laurent François Legendre », dans Adolphe Robert et Gaston Cougny, Dictionnaire des parlementaires français, Edgar Bourloton, 1889-1891 [détail de l’édition]